# Троицкий, Сергей Дмитриевич
Сергей Дмитриевич Троицкий (15 июня 1899 — 17 марта 1962) — советский актёр театра и кино.

## Биография
Родился 15 июня 1899 года. Отец — работал кондитером-пирожником в фирме «Кадэ-трамблз», позже торговал в разнос, затем фирма «Когоров и Сутыгин» доверила ему свой товар на комиссию. Мать была портнихой, шила для солисток Большого театра.
Троицкий учился в Самотецком городском училище, а затем в торговой школе, которую окончил в 1914 году. 
C 1914 по 1924 годы работал конторщиком и счетоводом на различных предприятиях.
В 1926 году он окончил вечерние режиссёрско-инструкторские курсы Московского Пролеткульта, в 1931 году — университет искусств, а в 1937 году — режиссёрские курсы при ВТО.
С 1926 по 1945 годы был актером театра ВЦСПС, режиссёром в Иркутском ТРАМе, актером Московского театра обороны, Московского областного театра имени Маяковского, артистом Всесоюзного концертного объединения.
В декабре 1945 года Сергей Троицкий вошел в штат Театра-студии киноактёра и киностудии «Мосфильм». С 1951 по 1953 годы работал в Германии в театре Группы советских войск.
Умер 17 марта 1962 года в Москве, похоронен на 29 участке Ваганьковского кладбища.

### Семья
Супруга была швеёй. Их брак продлился несколько лет, в 1923 году у них родился сын Леонид.

## Творчество
На театральных сценах Троицкий сыграл ряд характерно-комедийных ролей, среди которых дурачок Паша («Бруски»), Чубуков («Женитьба Бальзаминова»), Кудель Кук («Матросы из Каттаро»), Большов («Свои люди — сочтемся»), Ахов («Не все коту масленица»), Жак («Скупой»), Скотинин («Недоросль»), доктор Бублик («Платон Кречет»), кондитер Рагно («Сирано де Бержерак») и других.
Во время командировки в Германию участвовал в спектаклях «Молодая гвардия» (Фомин), «Остров мира» (священник), «Завтрак у предводителя» (Мирволин), «Три солдата» (Архип), «Флаг адмирала» (Лепехин-отец), «Софья Ковалевская» (Пигалкин) и других.
Дебют Троицкого в кино состоялся ещё в немом кино, в 1924 году. Основная кинематографическая деятельность началась только с начала 1940-х годов. Среди его заметных киноработ: Стэн Хартлей («Норд-Ост»), Джон Кенти («Принц и нищий»), трактирщик («Шведская спичка»), Бондарь («Вольница»), Емельян («Тихий Дон»), городской голова («Фома Гордеев»).

### Фильмография
- 1924 — Красный газ — генерал Трегубов
- 1924 — Око за око, газ за газ — Дипс
- 1924 — Простые сердца — второй муж
- 1925 — Вздувайте горны — Крафт
- 1926 — На родных берегах — Джонс
- 1927 — Северная любовь
- 1928 — Норд-Ост — Стэн Хартлей
- 1932 — Изящная жизнь — рабочий
- 1941 — Как поссорились Иван Иванович с Иваном Никифоровичем — гость
- 1942 — Лесные братья — немецкий офицер
- 1942 — Принц и нищий — Джон Кенти и старик в карете
- 1942 — Швейк готовится к бою — второй шуцман
- 1943 — Мы с Урала — сторож в ремесленном училище
- 1943 — Новые похождения Швейка — итальянец
- 1944 — Кащей Бессмертный — повелитель
- 1945 — Непокорённые — старший полицейский
- 1947 — Поезд идёт на восток — пассажир
- 1950 — Кавалер Золотой Звезды — Полищук, бухгалтер райисполкома
- 1951 — Незабываемый 1919 год — сосед Буткевичей
- 1951 — Сельский врач — возница
- 1954 — Шведская спичка — трактирщик
- 1955 — Вольница — бондарь
- 1955 — Мексиканец — судья боксёрского поединка
- 1955 — Отелло
- 1956 — Безумный день — санитар в доме отдыха «Липки»
- 1956 — Илья Муромец — боярин
- 1956 — Миколка-паровоз — начальник станции Забельск
- 1956 — Первые радости — гость
- 1956 — Ты молодец, Анита! — Пьячча, лавочник, отец Филиппа
- 1958 — Тихий Дон — Емельян
- 1958 — Дружок — дядька с гусем
- 1958 — Идиот — человек из свиты Рогожина
- 1958 — Капитанская дочка — хозяин постоялого двора
- 1958 — Кочубей — повар
- 1958 — Лавина с гор — Фица
- 1958 — Олеко Дундич — Ананий Леонтьевич
- 1959 — Белые ночи — пьяный купец
- 1959 — Марья-искусница — Алтын Алтыныч, казначей
- 1959 — Фома Гордеев — городской голова
- 1960 — Кёр-оглы — эпизод
- 1960 — Рыжик — купец
- 1961 — Совершенно серьёзно (киноальманах) — посетитель ресторана
- 1961 — Человек идёт за солнцем — Александр Петрович, человек с венком
- 1962 — Мы вас любим — работорговец

### Озвучивание мультфильмов
- 1950 — Дедушка и внучек — лисёнок
- 1955 — Трубка и медведь